# Rufus von Metz

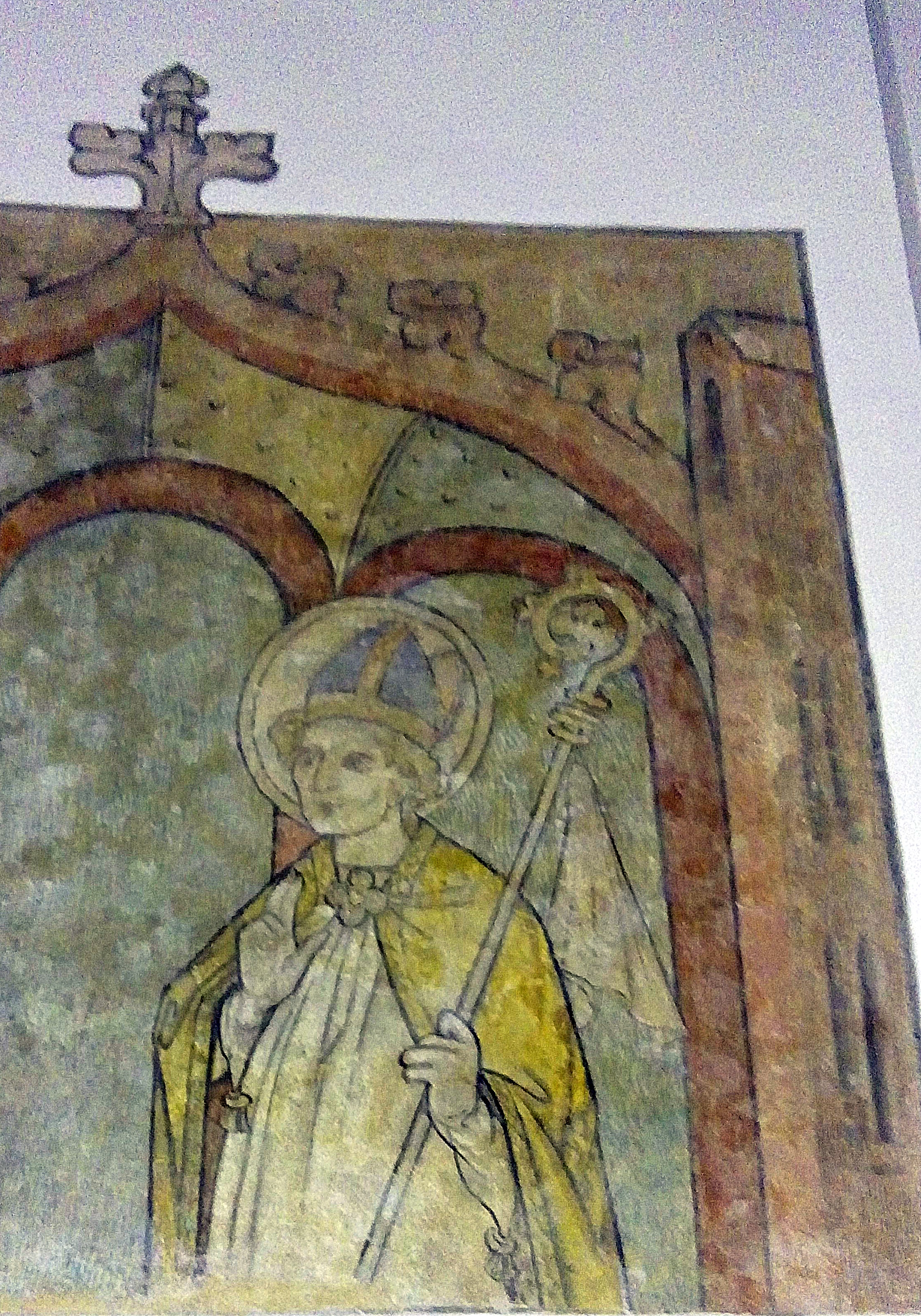
St. Rufus von Metz, um 1450, Langhaus, Seitenschiff, Simultankirche Gau-Odernheim

Der heilige Rufus von Metz († um 400 in Metz) war der 9. Bischof von Metz. 

## Leben und Kult
Über sein Leben ist wenig bekannt. Im Prozess gegen Priscillian wegen Manichäismus wurde u. a. auf sein Betreiben Anklage gegen den Häretiker erhoben. 
Er wurde schon früh als Heiliger verehrt. Noch im 8. Jahrhundert ist seine Grabstätte in der Metzer Kirche St. Felix (jetzt St. Clément) bezeugt. Hier ruhte er neben seinem Nachfolger St. Adelphus, dessen Gebeine man – ebenso wie die von St. Rufus – zur Verehrung an einen anderen Ort verbrachte. 
Die Rufus-Reliquien überführte man um 850 nach Gau-Odernheim (Rheinland-Pfalz) in die dortige dem Metzer Domstift St. Stephan gehörende Kirche. Sein Grab wurde hier zur Wallfahrtsstätte und es entstand die bedeutende Kirche St. Rufus, die heutige Simultankirche Gau-Odernheim. Die Reliquien lagen in einem Hochgrab, dessen Stein-Sarkophag und figurengeschmückter Deckel (von 1418) erhalten sind. Unter dem Mainzer Bistumsadministrator Adalbert von Sachsen ließ man Grab bzw. Reliquien eingehend untersuchen und zog Erkundigungen in Metz ein. Da ein positives Gutachten erfolgte, erlaubte er mit Urkunde vom 23. September 1483 die feierliche Sargöffnung und Ausstellung der Gebeine an zwei Tagen im Jahr; außerdem gewährte er einen Ablass für die Pilger.
Die qualitative Darstellung auf dem Sargdeckel wurde in der Reformationszeit stark beschädigt (Gesicht und andere Teile abgeschlagen), die Reliquien sind verschollen. Nach einer ungesicherten Mitteilung des Historikers Valentin Ferdinand Gudenus (1679–1758) sollen die Spanier den Leib des Heiligen im Dreißigjährigen Krieg nach Brügge in den Spanischen Niederlanden gebracht haben, um ihn vor Vernichtung zu bewahren. 
Im Langhaus der Gau-Odernheimer Kirche ist ein mittelalterliches Wandbild des Hl. Rufus erhalten. Ein Fenster des Chores zeigt eine Rufus-Darstellung des 19. Jahrhunderts, die der Abbildung auf dem Sargdeckel nachempfunden ist.
Sein Gedenktag ist der 7. November.

## Galerie

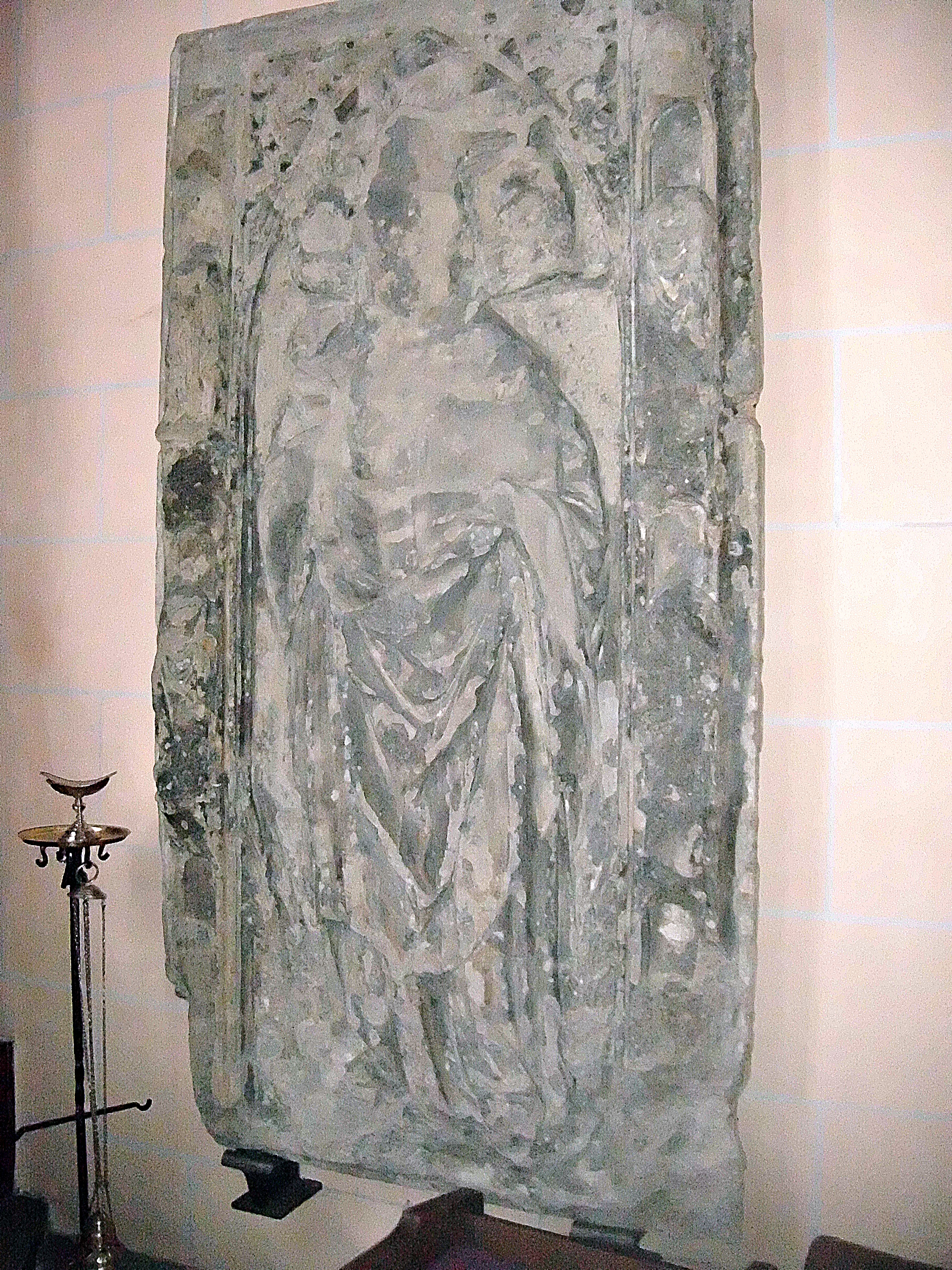
Beschädigte Grabplatte (1418), Chor der Simultankirche Gau-Odernheim
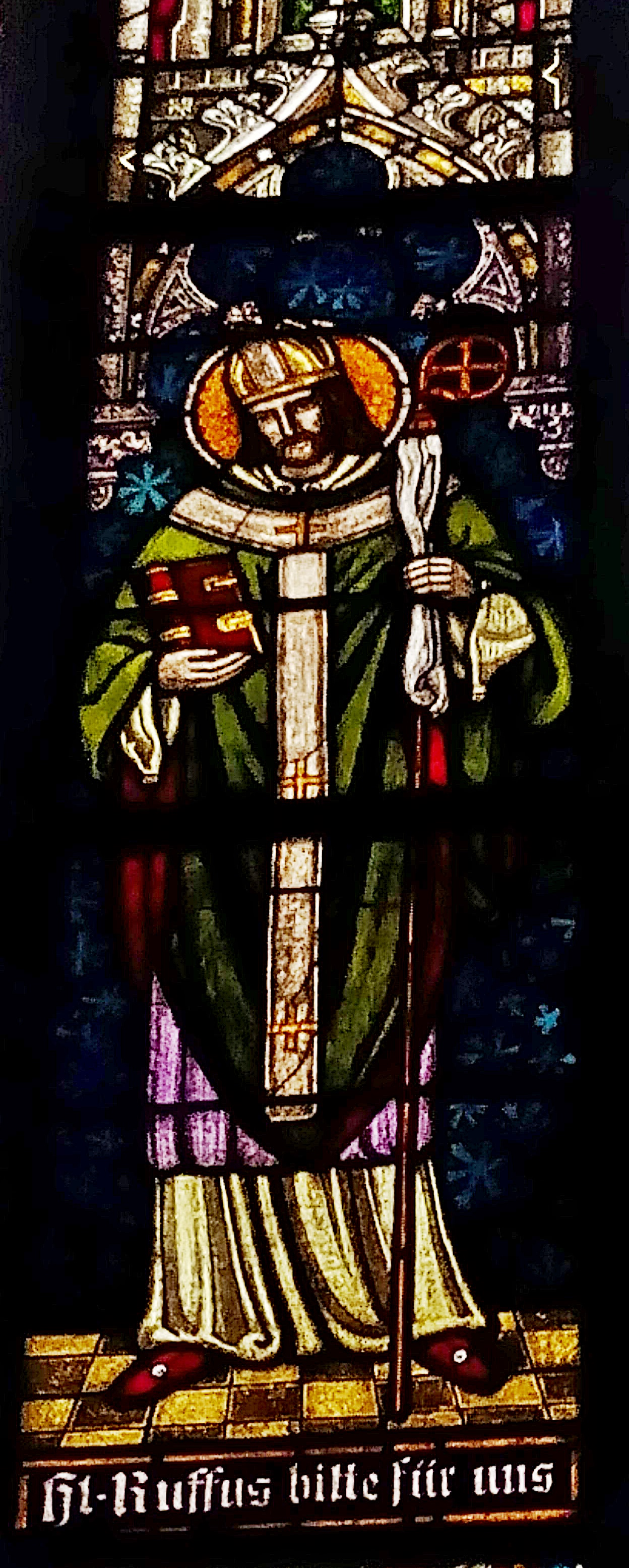
Darstellung aus dem 19. Jahrhundert, Fenster im Chor der Simultankirche Gau-Odernheim
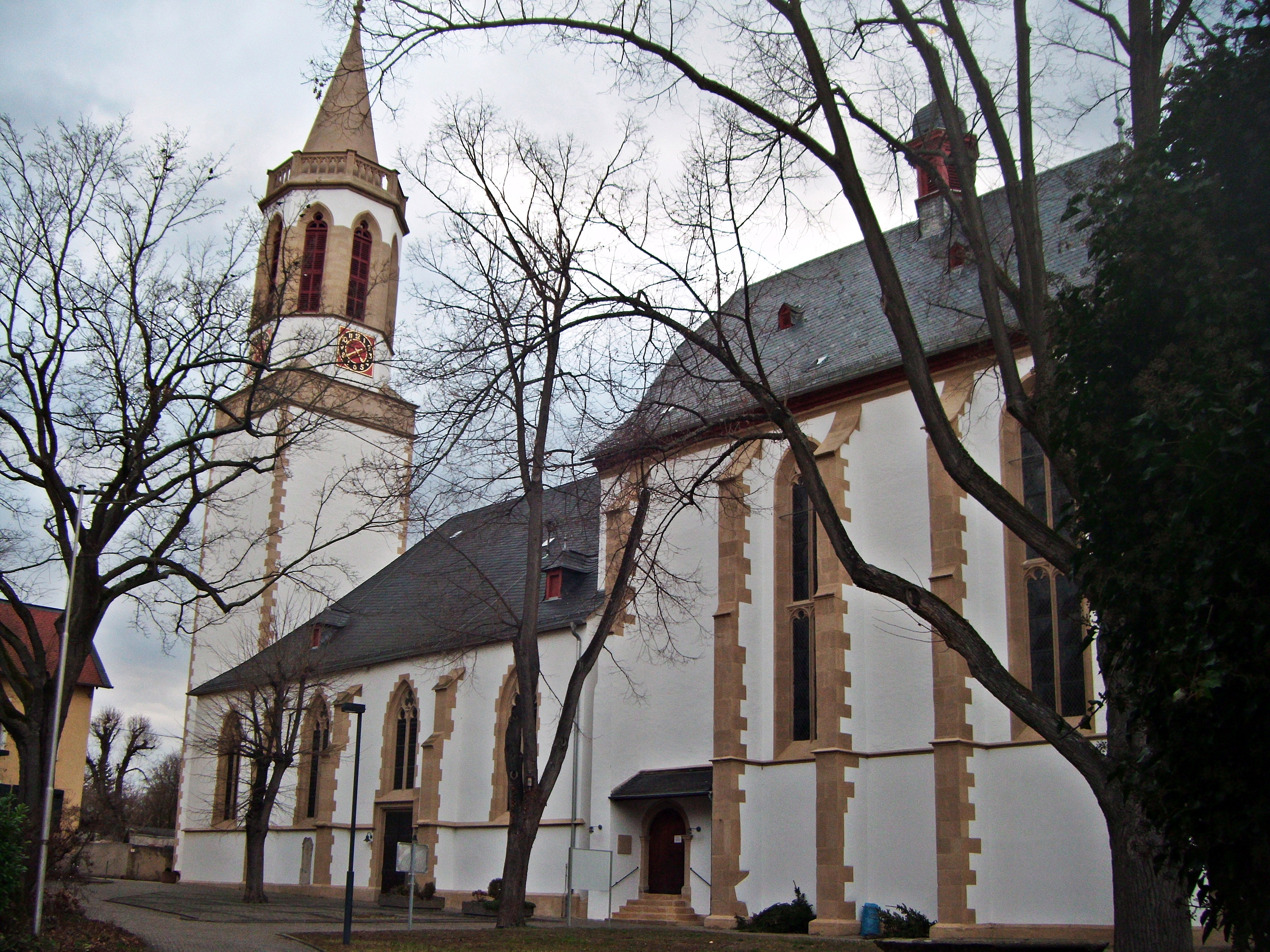
Die St. Rufus geweihte Simultankirche Gau-Odernheim
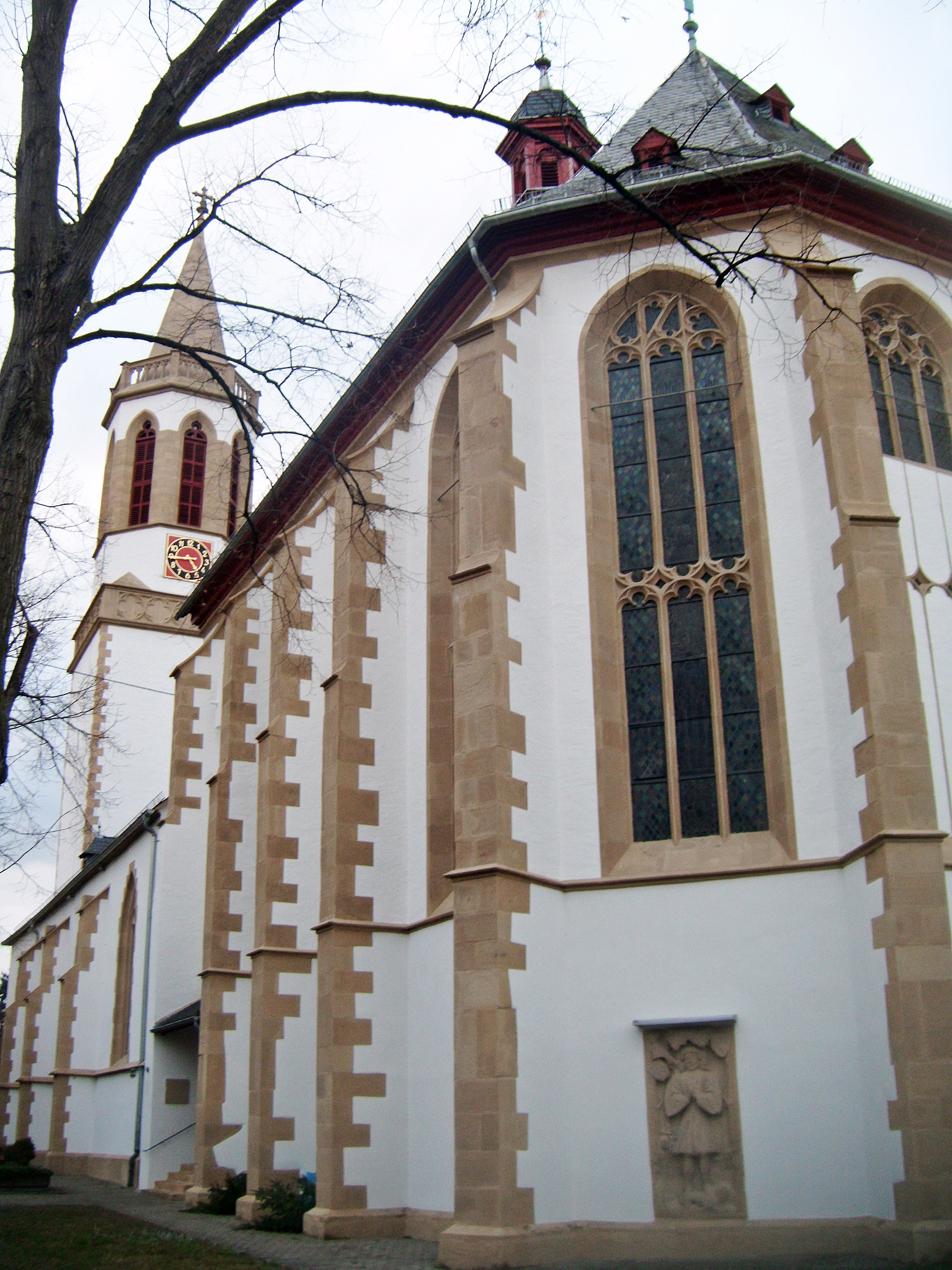
Simultankirche Gau-Odernheim